# 1971 en fantasy
| Années de la fantasy : 1968 - 1969 - 1970 - 1971 - 1972 - 1973 - 1974    |
| Décennies de la fantasy : 1940 - 1950 - 1960 - 1970 - 1980 - 1990 - 2000 |

L'année 1971 a été marquée, en matière de fantasy, par les événements suivants.

## Naissances et décès

### Décès
- 4 juillet : August Derleth, écrivain et anthologiste américain.

## Romans - Recueils de nouvelles ou anthologies - Nouvelles
- La Trilogie des épées, première trilogie des Livres de Corum par Michael Moorcock avec Le Chevalier des épées (The Knight of the Swords), La Reine des épées (The Queen of the Swords) et Le Roi des épées (The King of the Swords) ;
- La Quête du dragon (Dragonquest), roman d'Anne McCaffrey ;
- La Sorcière dormante (The Sleeping Sorceress / The Vanishing Tower), roman de Michael Moorcock.